# Ordensburg Karkus
Die Ordensburg Karkus (estnisch Karksi ordulinnus) war eine Ordensburg des Livländischen Ordens. Die Ruinen der Burg befinden sich in Karksi (deutschbaltisch: Karkus), Estland.

## Geschichte
Burg Karkus wurde vermutlich früh als Nebenburg von Fellin erbaut und hatte mit Burg Helmet einen gemeinsamen Vogt, der 1248 erstmals erwähnt wird. Vermutlich war, wie in dieser frühen Zeit üblich, Burg Karkus anfangs ein Holzbau, an der Stelle einer vormaligen estnischen Burg. Im Jahre 1297 wurde die hölzerne Burg von Samaiten niedergebrannt. Erst danach wurde eine steinerne Burg erbaut, die 1329 wieder von Litauern zerstört wurde. Auf Anordnung von Ordensmeister Goswin von Herike wurde die Burg wiederhergestellt und mit einem Mauerring verstärkt, aber schon 1366 wieder von Litauern zerstört, wie es heißt: ein hus genant Karcus si gewunnen mit gemmerlichin iretnisse und vorwusten ist mit deme.

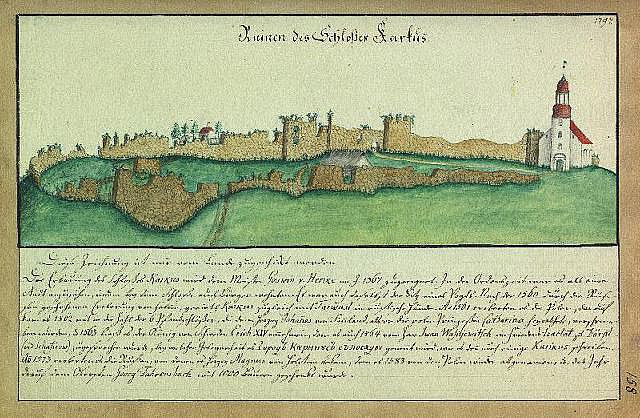
Ansicht der Ruinen 1797, Aquarell von Johann Christoph Brotze

Im 15. Jahrhundert wurden große Umbauten an der Burg vorgenommen, vermutlich nach 1470, als Ordensmeister Wolthus von Herse seine Residenz aus Riga nach Fellin verlegt und den dortigen Komtur nach Karkus versetzt hatte.
Nach Zusammenbruch des Ordensstaates bildete die feste Burg einen Zankapfel. Im Livländischen Krieg fiel Burg Karkus 1560 an Russland, 1561 an Polen, 1563 an Schweden und 1574 wieder an Russland, das die Burg an Herzog Magnus übergab. Im Jahr 1584 gab der polnische König Stefan Bathory die Burg Karkus an Jürgen von Fahrensbach.
1601, während des Polnisch-Schwedischen Kriegs, eroberten schwedische Truppen unter Herzog Karl von Södermanland die Burg, die während des weiteren Kriegsverlaufs in Besitz der Schweden blieb. Für 1624 wurde zum ersten Mal eine Kapelle in der Burg erwähnt.
Die Burg war 1633 jedenfalls noch in verteidigungsfähigem Zustand, wie aus einem Schreiben Axel Oxenstiernas hervorgeht. Endgültig zerstört wurde Burg Karkus 1708 im Großen Nordischen Krieg.

## Bauwerk
Der Bau der Burg war durch die Lage, die natürlichen Schutz in Gestalt eines Berges bot, bestimmt. Karkus bedurfte als Vogtburg keiner großen Räume, weshalb man ein einfaches, auf drei Seiten ausgebautes Kastell errichtete. Westlich des Hauptgebäudes befand sich ein kleinerer Vorhof, der mit dem großen Wirtschaftshof durch eine auf Steinmauern ruhende Brücke verbunden war. Burg Karkus war mit massiven, aus großen Findlingen errichteten Mauern erbaut. Zum Schutz der Mauer sind große Stubentürme erbaut worden. Auch die in der Vorburg zum Teil erhaltene Brustwehr weist Formen der ersten Hälfte des 14. Jahrhunderts auf.
Zum Schutz der Burg von Osten gegen Kanonenkugeln hat man sowohl in der Vorburg als auch in der Hauptburg an dieser Seite ein mit halbrunden Kanonentürmen versehenes parchamartiges Vorwerk angelegt.
Auf dem Gelände der ehemaligen Vorburg befindet sich die erhaltene zur schwedischen Zeit erbaute Kirche Karksi Peetri kirik.

## Nachweise
1. 1 2  Karl Woldemar von Löwis of Menar: Burgenlexikon für Alt-Livland. Walters und Rapa, Riga 1922, S. 86–87 (gramatas.lndb.lv (Memento vom 3. März 2016 im Internet Archive)).
2. 1 2  Armin Tuulse: Die Burgen in Estland und Lettland (= Verhandlungen der Estnischen gelehrten Gesellschaft. Band 33). Õpetatud Eesti Seltsi Toimetused, S. 244–245.